# Western Junction
Western Junction is een plaats in de Australische deelstaat Tasmanië. De plaats telde 128 inwoners op 10 augustus 2021. Western Junction ligt zo'n 12 kilometer ten noordoosten van Longford.

## Geografie
Western Junction ligt in de LGA Northern Midlands Council. De South Esk stroomt door de plaats en vormt een deel van de grens in zowel het westen als het oosten.
| Aangrenzende kernen | Aangrenzende kernen | Aangrenzende kernen | Aangrenzende kernen | Aangrenzende kernen |
| ------------------- | ------------------- | ------------------- | ------------------- | ------------------- |
| Breadalbane         |                     | Relbia              |                     | White Hills         |
|                     |                     |                     |                     |                     |
| Devon Hills         |                     |                     |                     |                     |
|                     |                     |                     |                     |                     |
| Perth               |                     |                     |                     | Evandale            |

## Infrastructuur
Launceston Airport ligt binnen de grenzen van Western Junction. De luchthaven is, na Hobart International Airport, de tweede drukste op het eiland.